# Manfred Icuté
Mandred Noé Icuté Fuentes (San Miguel Petapa, 23 de abril de 1988), también conocido com Mafre Icuté, es un futbolista guatemalteco. Juega en el club FC Santa Lucía Cotzumalguapa de la Primera División de Guatemala.

## Trayectoria
Se desempeña como mediocampista y ha tenido participación en equipos de la Liga Nacional de Guatemala, entre ellos Deportivo Petapa, Cobán Imperial, CSD Municipal y Xelajú MC. Actualmente tiene su primera experiencia en la Primera División de Guatemala con el FC Santa Lucía Cotzumalguapa.

## Clubes
| Club                         | País      | Año           |
| ---------------------------- | --------- | ------------- |
| C. D. Petapa                 | Guatemala | 2012 - 2015   |
| Cobán Imperial               | Guatemala | 2015 - 2016   |
| CSD Municipal                | Guatemala | 2016 - 2017   |
| C. D. Petapa                 | Guatemala | 2018 - 2018   |
| Xelajú MC                    | Guatemala | 2018-2018     |
| FC Santa Lucía Cotzumalguapa | Guatemala | 2019-presente |